# Líneas Aéreas Nacionales S. A.
Lineas Aéreas Nacionales Sociedad Anonima, souvent abrégé en LANSA, est une compagnie aérienne commerciale péruvienne basée à Lima, au Pérou, créée en 1963. Après l'écrasement de son dernier Lockheed Electra la veille de noël 1971, LANSA a cessé ses activités et a perdu son autorité d'exploitation le 4 janvier 1972, lorsque son fonds de roulement a été épuisé.

## Histoire
LANSA a été fondé en 1963 et a commencé ses opérations aériennes en janvier 1964 avec des connexions internes. En 1965, 33,3% ont été achetés par Eastern Air Lines. De mai à septembre 1966, la compagnie suspend ses activités aériennes, subit une lourde réorganisation et passe complètement sous contrôle péruvien. Avec l'arrivée du NAMC YS-11 en 1967, LANSA a augmenté le nombre de vols vers 9 aéroports nationaux, dont Cuzco et Iquitos.
Le 4 janvier 1972, le gouvernement péruvien a révoqué le certificat d'exploitation de LANSA. La compagnie aérienne avait déjà cessé toutes ses opérations, à la suite du crash du vol 508 dans lequel son dernier Lockheed L-188 Electra en état de navigabilité, a été perdu le 24 décembre 1971. Tous les autres avions avaient déjà été retirés de la flotte, perdus dans des accidents ou échoués à Lima. comme inopérant.

## Destinations
- Pérou
  - Arequipa (Aéroport Rodriguez Ballon)
  - Cusco (Aéroport international Alejandro-Velasco-Astete)
  - Huancayo (Aéroport Francisco Carle (en))
  - Iquitos (Aéroport international Coronel FAP Francisco Secada Vignetta)
  - Lima (Aéroport international Jorge-Chávez)
  - Piura (Aéroport PAF Captain Guillermo Concha Iberico (en))
  - Pucallpa (Aéroport international FAP Captain David Abensur Rengifo (en))
  - Tacna (Aéroport international Coronel FAP Carlos Ciriani Santa Rosa (en))
  - Trujillo (Aéroport international Capitán FAP Carlos Martinez de Pinillos)

- Honduras
  - La Ceiba (Aéroport international de Golosón)

- États-Unis
  - Miami (Aéroport international de Miami)

## Flotte
Au fil des années, LANSA a exploité les avions suivants :
- 9 Lockheed L-749 Constellation

- 2 Lockheed L-1049 Super Constellation

- 4 Lockheed L-188A Electra

- 4 NAMC YS-11

## Accidents

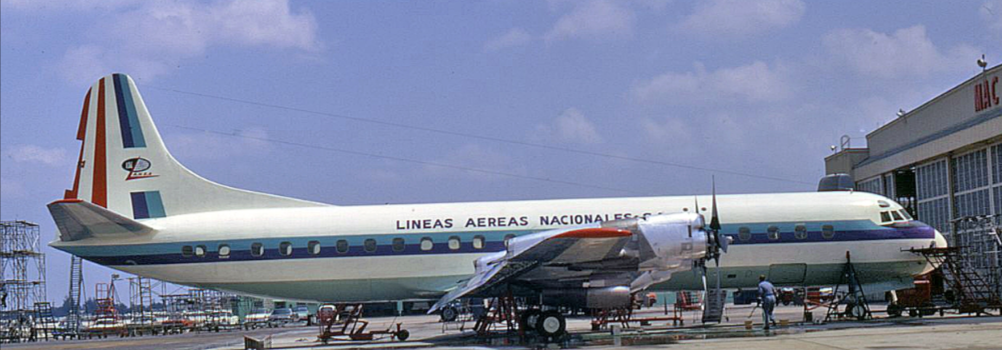
Un Lockheed L-188 Electra de LANSA, similaire à celui dans le vol 508 et 502.

- 27 avril 1966 : Vol LANSA 501 (en), 49 morts, 0 blessés, 0 survivants[2]

- 9 août 1970 : Vol LANSA 502 (en), 99 morts, 2 morts au sol, 1 blessé, 1 survivant[2]

- 24 décembre 1971 : Vol LANSA 508, 91 morts, 1 blessé, 1 survivant (Juliane Koepcke)